# Супер-Ио

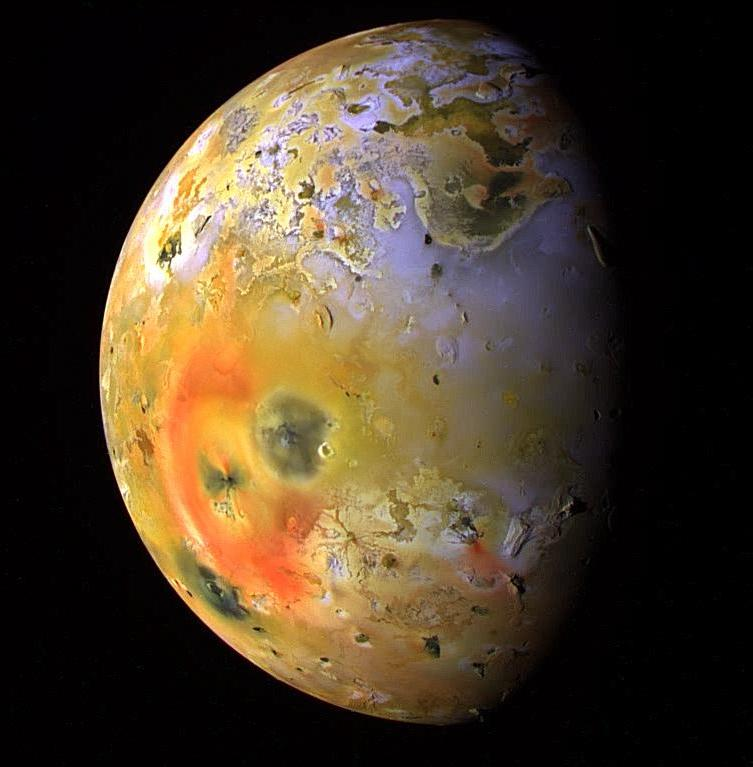
Спутник Юпитера Ио, образец этого класса экзопланет в Солнечной системе. Снимок «Галилео», сделанный в 1997 году.

Супер-Ио — предполагаемый класс землеподобных экзопланет с повышенной вулканической активностью. Поверхность этих планет непрерывно меняется из-за выбрасываемого вулканами вещества, что напоминает один из четырёх галилеевских спутников Юпитера — Ио, благодаря большому количеству серы на поверхности, что связано с непрерывным активным вулканизмом. За эту схожесть класс экзопланет и получил своё название.

## Кандидаты
К этому классу могут принадлежать многие планеты, покрытые лавой, но научно предположены и опубликованы только два кандидата:

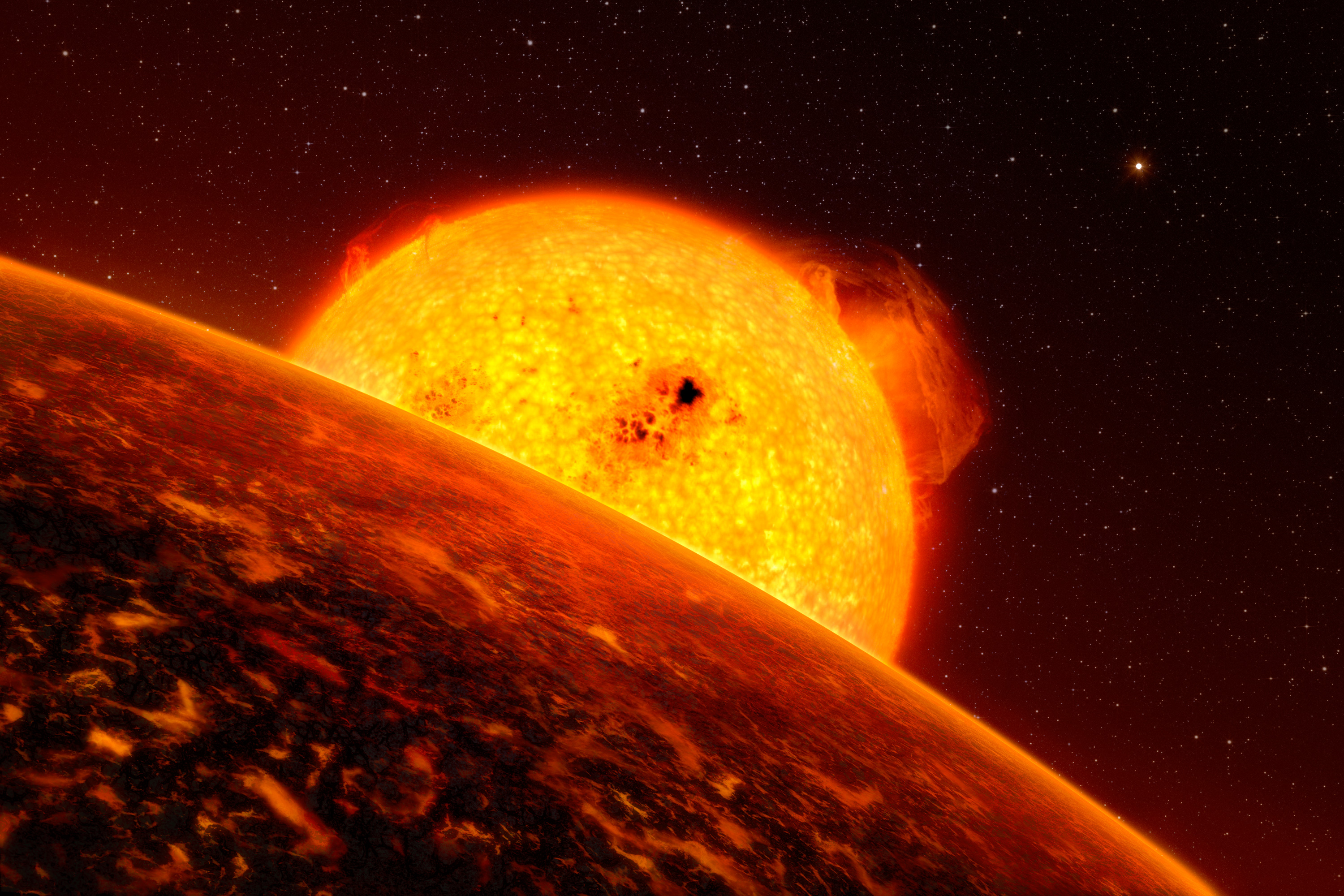
Представление художника CoRoT-7 b, которая, скорее всего, является планетой, покрытой лавой.

### CoRoT-7 b

Орбиты планет в системе Глизе 876. Глизе 876 d — самая близкая к звезде планета.

CoRoT-7 b (ранее называлась COROT-Exo-7 b) — экзопланета (суперземля), которая обращается вокруг звезды COROT-7 и находится в созвездии Единорога. Была обнаружена в начале 2009 года космическим аппаратом «COROT».
На то время она была самой маленькой из известных экзопланет, её радиус составляет 1,58 ± 0,1 земных радиусов. Масса планеты согласно исследованиям равна 7,42 ± 1,21 земных масс. Таким образом, средняя плотность планеты оценивается в 10,4 ± 1,8 г/см3. Планета расположена очень близко к светилу (0,017 а. е.) и обращается вокруг него за 20 часов, что делает год на этой планете одним из самых коротких из всех известных.
Впоследствии было установлено, что на планете (на её освещённой стороне) находится обширный лавовый океан, который образуется при температуре около +2500—2600 °C. Это выше температуры плавления большинства известных минералов. Атмосфера планеты состоит главным образом из испарившейся породы, и выпадает на тёмную и освещённую сторону каменными осадками. Планета, вероятно, повёрнута к звезде постоянно одной стороной. Условия на освещённой и неосвещённой стороне планеты очень сильно отличаются. В то время как освещённая сторона представляет собой бурлящий океан, находящийся в непрерывной конвекции, неосвещённая, вероятно, находится на коре застывшей лавы и, возможно, покрыта огромным слоем обычного водяного льда.

### Глизе 876 d

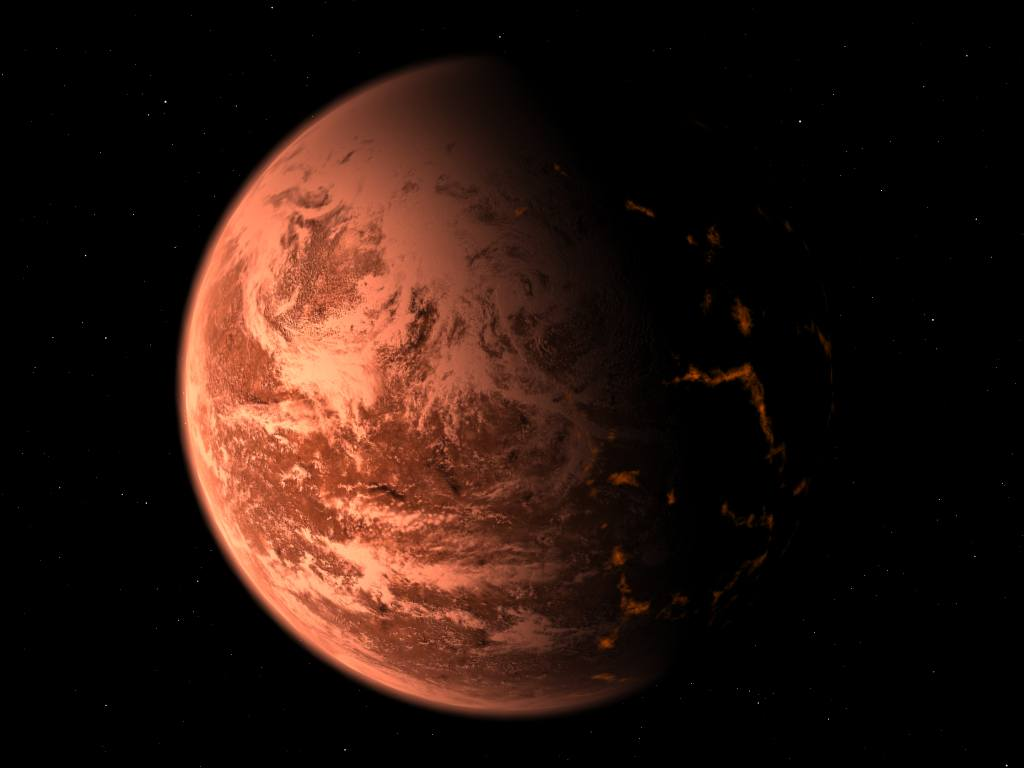
Представление художника о Глизе 876 d, которая, скорее всего, является планетой, покрытой лавой.

Глизе 876 d — экзопланета, находящаяся на расстоянии 15 световых лет в созвездии Водолея. Это была третья по счёту планета, открытая у красного карлика Глизе 876. На момент открытия это была самая лёгкая из известных экзопланет, если не считать планеты, обращающейся вокруг пульсара PSR B1257+12. Именно благодаря этому её можно классифицировать как суперземлю. Скорее всего, на поверхности Глизе 876 d наблюдается сильная вулканическая активность, вызванная гравитационными приливными волнами, деформирующими и нагревающими планету, которая усиливается в дневное время.
Глизе 876 d движется по орбите, большая полуось которой составляет всего лишь 0.0208 а. е. (3,11 миллионов км.). Учитывая это можно предположить, что за счёт приливных сил планета имеет синхронизированный период обращения (1:1) и всегда повёрнута к звезде одной и той же стороной.
Метод Доплера, с помощью которого была открыта планета, позволяет определить лишь нижний предел её массы. Пользуясь данным методом при оценке массы, необходимо учитывать наклон орбиты, который точно не известен. Однако модели, учитывающие гравитационные взаимодействия между внешними планетами (b и c), находящимися в орбитальном резонансе, позволяют определить наклон их орбит. Расчёты показывают, что внешние планеты являются практически компланарными с наклоном орбиты приблизительно 31° относительно луча зрения. Если предположить, что Глизе 876 d вращается в той же плоскости, что и другие планеты, то её масса может быть оценена в 6,83 земных масс.